# 北京街礼拝堂
座標: 北緯38度55分9秒 東経121度36分44秒 / 北緯38.91917度 東経121.61222度

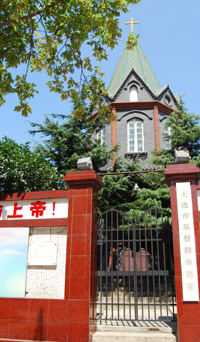
北京街礼拝堂（中国・大連）

北京街礼拝堂（ペキンがいれいはいどう、英文名称：Beijing Street Church）は中国の大連市西崗区にあるキリスト教プロテスタントの教会。以前は大連ルーテル教会（英文名称：Dalian Lutheran Church）と呼ばれていた由緒ある教会で、建物は大連市重点保護建物に指定されている。2006年に「大連市承恩堂」に改名されているが、通常は「北京街礼拝堂」といっている。

## 簡単な歴史
- 1895年から、デンマーク国教会（デンマーク福音ルーテル教会、中国語名：丹麦路得会、英語名：Danish National Church）は北京をはじめ華北地域の宣教を進め、1914年にこの大連ルーテル教会を建設した。
- 中華信義会（Lutheran Church of China）のデンマーク国教会が管理する、東北信義会に属していた。デンマーク国教会は旅順ルーテル教会も建設している。
- 中華人民共和国の設立後は、北京街礼拝堂と改名された。 1966年～1977年の文化大革命が終って、1980年代初頭から礼拝が再開され、超教派・教派後の（post-denominational）中国基督教協会の教会となった。
- 以前、ここの牧師館にあった大連市基督教三自愛国運動委員会事務所は、最近五一広場へ引っ越した。
- 2002年に、大連市第1回重点保護建築に指定された。
- 2006年に「大連市承恩堂」に改名されているが、通常は慣れ親しんだ「北京街礼拝堂」と呼ばれている。

## 教会の現状
- 教会堂は、ほぼ1914年建設当時のままの姿をとどめている。大連市6区内にあるプロテスタント教会6つのうち、北京街礼拝堂、玉光街礼拝堂、旅順礼拝堂が以前からある教会堂で、豊収堂、朝鮮族興工礼拝堂、金州教堂が最近改築された教会堂を持つ。
- 礼拝は金曜日夕方（青年礼拝）、日曜日3回。聖書研究会なども行なわれている 。
- 洗礼は、降誕節（クリスマス）および復活節（イースター）の前の日曜日夕方に通常行なわれる
- クリスマスの日は礼拝は行なわれず、各グループがお祝いの歌と踊りを披露する会が早朝から昼過ぎまで行なわれる。
- クリスマス後の週末に行なわれるパッション（クリスマス劇）は大変人気がある。